# Schwantschyk (Dnister)
Der Schwantschyk (ukrainisch Жванчик, russisch Жванчик/Schwantschik; polnisch Żwanczyk) ist ein linker, 107 km langer Nebenfluss des Dnister im Südosten der ukrainischen Oblast Chmelnyzkyj.

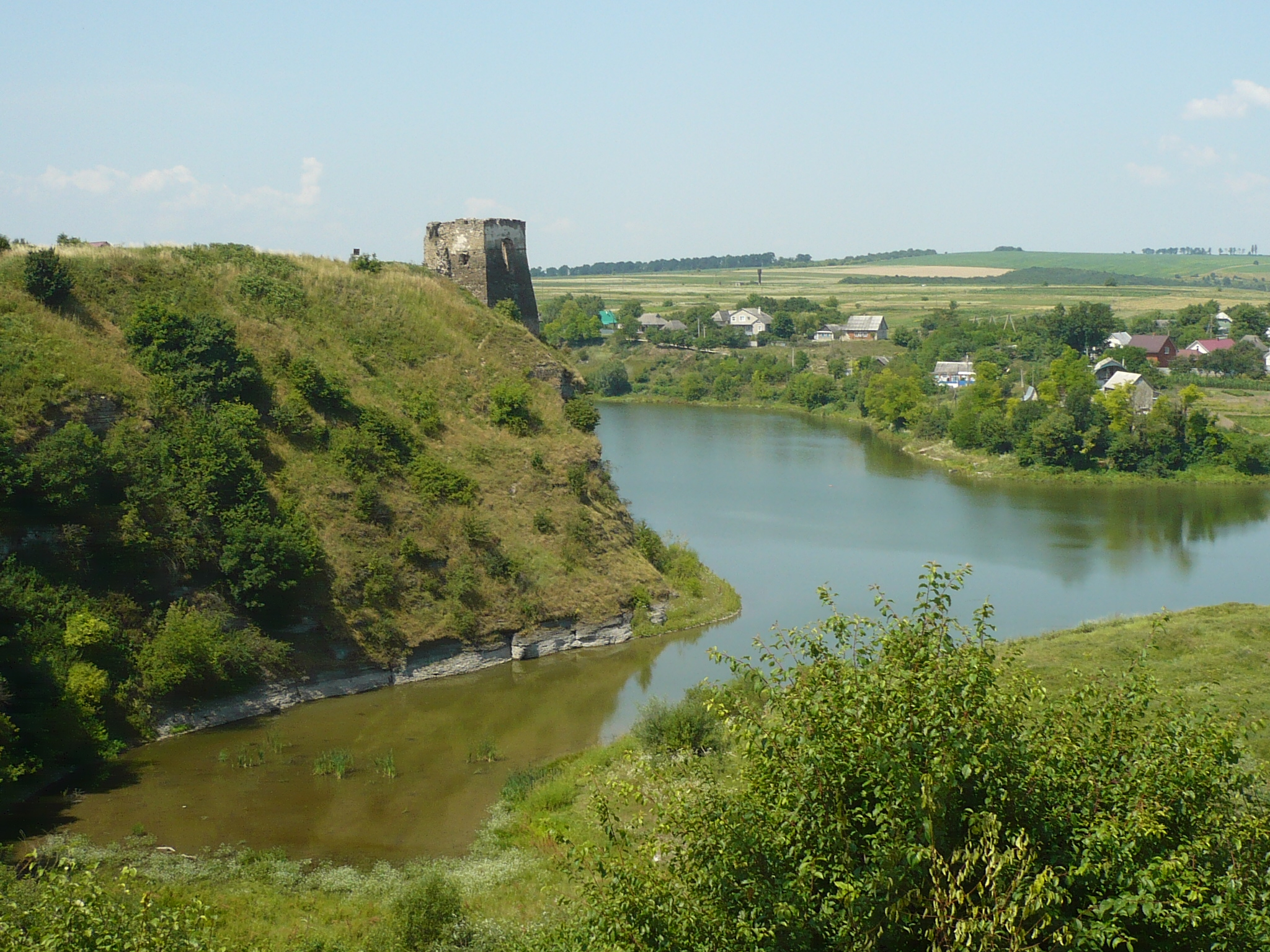
Mündung des Schwantschyk in den Dnister mit Blick auf die Burg Schwanez

Der Fluss mit einem Einzugsgebiet von 769 km² entspringt auf 320 m Höhe 3 km nordwestlich des Dorfes Klynowe im Rajon Horodok und durchfließt anschließend die Transnistrien-Höhe, um bei dem Dorf Schwanez im Rajon Kamjanez-Podilskyj  in den Dnister zu münden.